# Seetalsee
Seetalsee är en sjö i Österrike.   Den ligger i förbundslandet Steiermark, i den centrala delen av landet, 220 km väster om huvudstaden Wien. Seetalsee ligger 2 128 meter över havet.
I omgivningarna runt Seetalsee växer i huvudsak blandskog. Runt Seetalsee är det ganska glesbefolkat, med 25 invånare per kvadratkilometer.